# Pileo da Prata
Pileo da Prata (Prata di Pordenone, 1330 o 1331 – Roma, dicembre 1401) è stato un cardinale e arcivescovo cattolico italiano, noto anche come il cardinale di Ravenna.

## Biografia

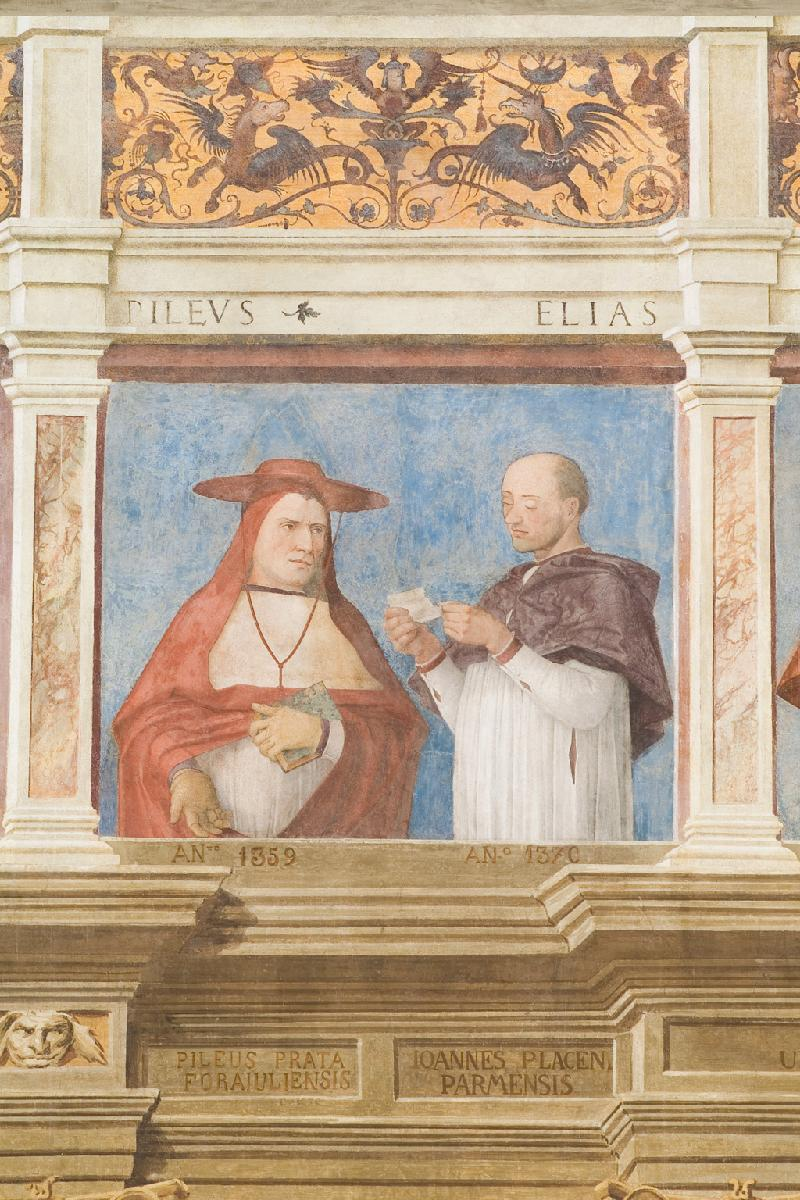
Bartolomeo Montagna, Ritratti del vescovo Pileo da Prata e del vescovo Elia da Beaufort, Palazzo Vescovile, Padova

Probabilmente primogenito di Biaquino da Prata e di Isilgarda (o Enselgarda) da Carrara, nacque nel 1330 o nel 1331 forse nella dimora di famiglia, il castello di Prata di Pordenone.
Per parte di padre discendeva da una delle famiglie più prestigiose del Patriarcato di Aquileia, con interessi anche in Veneto (era infatti cittadino di Padova e di Venezia). La madre era invece figlia di Nicolò da Carrara, esponente della nota famiglia che deteneva la signoria di Padova. Ebbe un fratello e una sorella: Tolberto, anch'egli coinvolto nella vita politica della regione, ed Elena, sposata a Guecellone IX da Camino.
Di lui si comincia a parlare nel maggio 1350, quando era canonico della cattedrale di Padova. In quella data prese parte, assieme a Francesco Petrarca (anch'egli canonico) al concilio interprovinciale tenuto dal cardinale Guy de Boulogne. Nello stesso periodo fu testimone ad alcuni atti del vescovo di Padova Ildebrandino Conti. L'anno successivo è segnalato come studente dell'università, ma in seguito si dedicò esclusivamente alla carriera ecclesiastica, favorito dalle proprie capacità e dai legami familiari.
Dapprima arciprete del duomo di Padova, nel giugno 1358 fu eletto da papa Innocenzo VI vescovo di Treviso, con una dispensa visto la giovane età. Il pontefice lo preferì al candidato scelto dal capitolo, Pietro da Baone, poiché questi si trovava in esilio a Venezia.
Nonostante abbia stilato numerosi atti di investitura in qualità di vescovo trevigiano, non prese mai possesso della diocesi. Già nell'agosto 1358 il cugino Francesco il Vecchio da Carrara tentò invano di farlo eleggere patriarca di Aquileia; l'anno successivo, riuscì a farlo traslare alla diocesi di Padova.

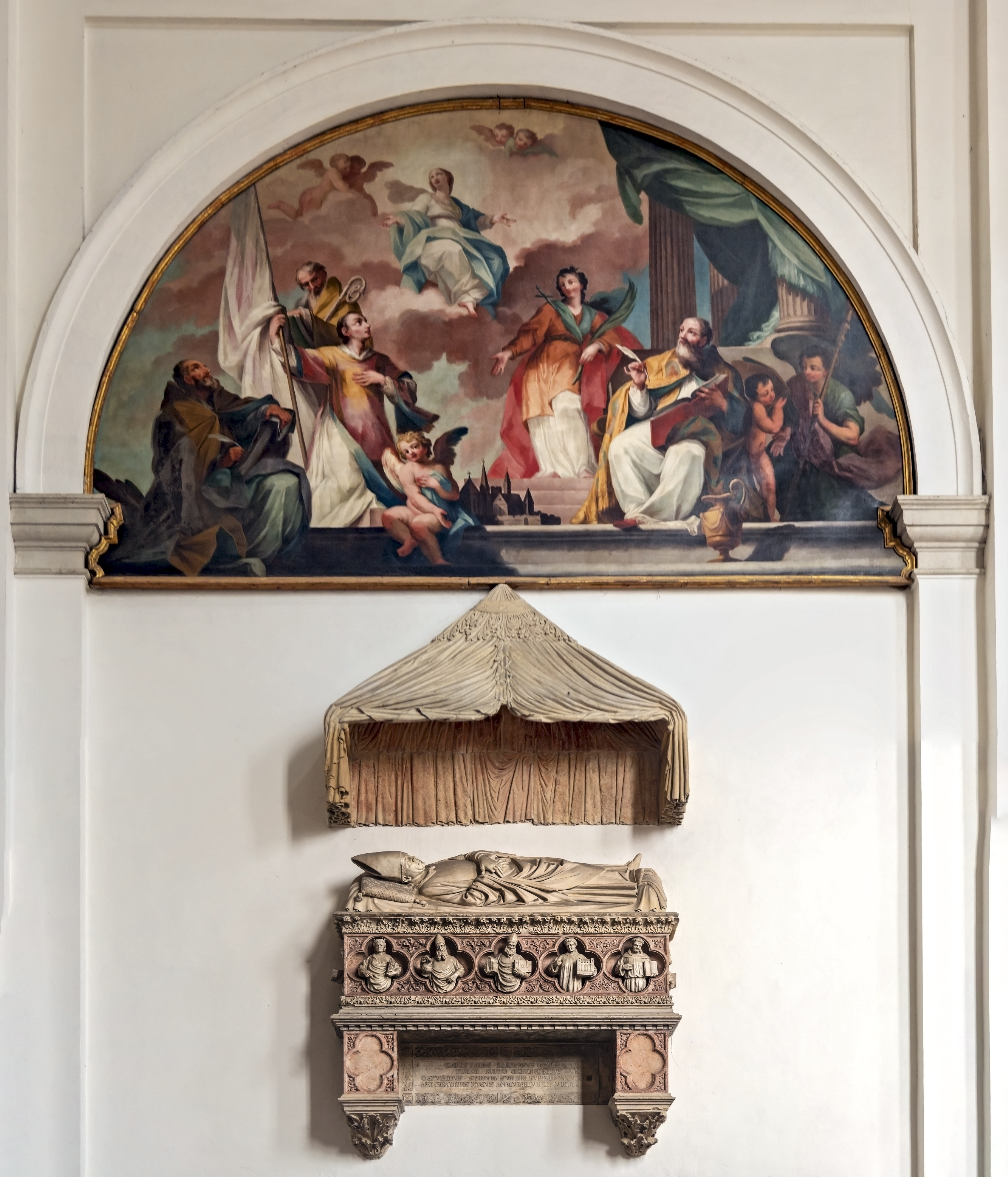
Duomo di Padova - tomba del cardinale Pileo di Prata.

Nel 1363 ottenne da Papa Urbano V che nello studio di Padova fosse introdotta la cattedra di Teologia.
Nel 1370 fu eletto arcivescovo di Ravenna e Gregorio XI, Papa avignonese, lo inviò, come suo legato, per riavvicinare i re Carlo V di Francia ed Edoardo III, re d'Inghilterra in lotta nella Guerra dei cent'anni.
Alla morte di Gregorio salì al soglio pontificio Urbano VI, contrastato dall'antipapa Clemente VII. Pileo fu nominato cardinale e mandato in Germania dove riuscì a far stringere un'alleanza tra Germania, Francia e Inghilterra.
Durante il periodo trascorso in Germania Pileo raccolse fondi per le lotte di Urbano VI a Napoli. Recatosi là vide atti di strage e barbarie delle truppe pontificie che lo convinsero a passare dalla parte dell'antipapa Clemente.
Tuttavia dopo la morte di Urbano, Pileo tornò a Roma, si riconciliò con Papa Bonifacio IX e reindossò le vesti da cardinale.
Morì a Roma nel dicembre 1401. Secondo le sue volontà testamentarie, fu sepolto a Padova, in Duomo, nella Cappella del Santissimo, dove tuttora si ammira la sua tomba.
Lasciò per testamento i suoi beni come dotazione di un collegio a Padova per dare ospitalità agli studenti non abbienti. Nacque così, a fianco della basilica di Sant'Antonio, il Collegio Pratense.